# Luise Rinser

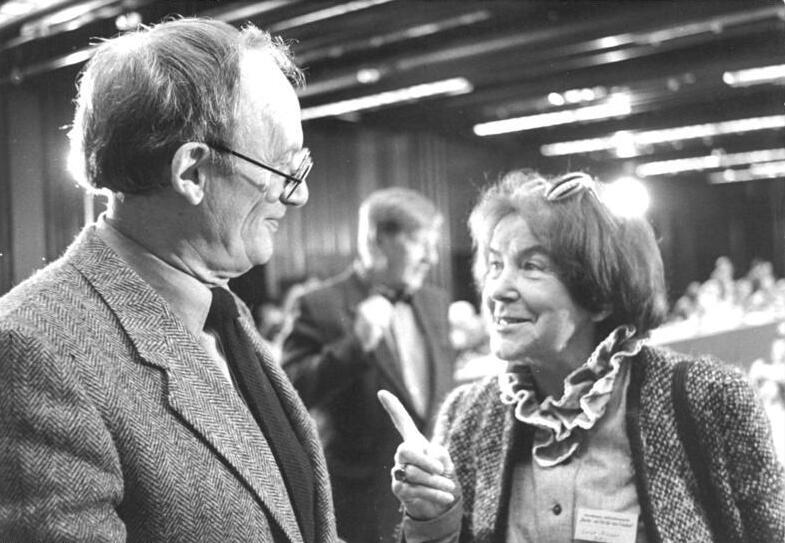
Luise Rinser con Hermann Kant

Luise Rinser (Pitzling, Landsberg am Lech, 30 de abril de 1911- Unterhaching, Múnich, 17 de marzo de 2002) fue una escritora alemana. 
Nacida en Alta Baviera, se educó en una escuela estatal de Múnich donde destacó por sus calificaciones. Tras el colegio, trabajó como ayudante en varias escuelas de Alta Baviera donde aprendió el método pedagógico de Franz Seitz, influencia clave en sus clases y sus escritos. Durante estos años, escribió cuentos para la publicación Herdfeuer.
Rechazó unirse al Partido Nazi en un principio, pero tras 1936 estuvo en NS-Frauenschaft y hasta 1939 estuvo en la Asociación de Docentes.  En 1939, dejó la docencia y se casó con el compositor Horst-Günther Schnell, con quien tuvo dos hijos y quien más tarde moriría en el Frente Oriental. En 1944, fue denunciada por socavar la moral militar y fue encarcelada; cuando acabó la guerra fue absuelta. 
Más tarde, se casó con el escritor comunista Klaus Herrmann, pero su matrimonio fue anulado en 1952. De 1945 a 1953, trabajó como escritora freelance en el Neue Zeitung de Múnich, ciudad en la que se estableció. 
En 1954, se casó con el compositor Carl Orff de quien se divorció en 1960. Más tarde, estableció una estrecha relación con el compositor coreano Isang Yun, con el abad de un monasterio y con el teólogo Karl Rahner. En 1959, vivió en Roma y en 1965 en Rocca di Papa, cerca de Roma y donde fue reconocida como residente honoraria en 1986. Más tarde, regresó a su apartamento de Múnich donde vivió hasta su muerte. 
Rinser fue muy activa en discusiones sociopolíticas en Alemania. Apoyó a Willy Brandt en su campaña de 1971/72 y fue propuesta a la elección presidencial de 1984 por Alianza 90/Los Verdes, además de mostrar su apoyo a Andreas Baader y Gudrun Ensslin, su oposición al asunto del MGM-31 Pershing, etc…

## Premios
- 1952 René Schickele-Preis-Ehrung
- 1975 Christophorus-Buchpreis der Christophorus-Stiftung des HUK-Verbandes
- 1977 Großes Verdienstkreuz des Verdienstorden der Bundesrepublik Deutschland
- 1979 Roswitha-Gedenkmedaille (Roswitha-Preis) der Stadt Bad Gandersheim
- 1979 Premio letterario internazionale mediterraneo, Palermo
- 1980 Premio Europa, Fiuggi
- 1985 "Accademico ordinario" der Accademia tiberina, Roma
- 1985 Johannes Bobrowski-Medaille der CDU der DDR
- 1986 Ehrendoktorwürde der Universität Pjöngjang (North Korea)
- 1987 Heinrich-Heine-Preis des Ministeriums für Kultur der DDR
- 1987 Heinrich-Mann-Preis der Akademie der Künste der DDR
- 1987 "Donna in Arte", Roma
- 1987 "Autore dell'anno 1987", Città di Palestrina
- 1988 Elisabeth-Langgässer-Literaturpreis der Stadt Alzey
- 1988 Premio Giustina Rocca, Trani, Italy
- 1991 Internationaler Literaturpreis Ignazio Silone
- 1991 Kunst-und Kultur-Preis der Stadt Landsberg am Lech

## Obra

### Novelas
- Hochebene, Kassel: Harriet Schleber 1948
- Die Stärkeren, Kassel 1948
- Mitte des Lebens, Fráncfort: S. Fischer 1950; Engl. Nina, 1956
- Daniela,  Fráncfort 1953
- Der Sündenbock, Fráncfort 1955
- Abenteuer der Tugend, Fráncfort 1957
- Die vollkommene Freude, Fráncfort 1962
- Ich bin Tobias, Fráncfort 1966
- Der schwarze Esel, Fráncfort 1974
- Mirjam, Fráncfort 1983
- Silberschuld, Fráncfort 1987
- Abaelards Liebe, Fráncfort 1991; Engl. Abelard's Love, 1998
- Aeterna (con H. C. Meiser), Fráncfort 2000

### Relato corto
- Die gläsernen Ringe, Berlín: Fischer, 1940; Engl. Rings of Glass, 1958
- Erste Liebe, München: Desch 1946
- Jan Lobel aus Warschau, Kassel 1948
- Ein Bündel weißer Narzissen, Fráncfort: S. Fischer 1956
- Geh fort, wenn du kannst , Fráncfort 1959; Engl. Leave If You Can, 2010
- Weihnachts-Triptychon (con Scherenschnitten von Otto Diethelm), Zúrich: Arche, 1963
- Septembertag, Fráncfort 1964
- Die rote Katze, Fünf Erzählungen, Fráncfort: Fischer Bibliothek 1981
- Geschichten aus der Löwengrube, Acht Erzählungen, Fráncfort 1986

### Escritos autobiográficos
- Gefängnistagebuch, München: Zinnen (Kurt Desch) 1946, 1988
- Baustelle. Eine Art Tagebuch 1967-1970, Fráncfort: S. Fischer 1970
- Grenzübergänge. Tagebuch-Notizen 1970-1972, Fráncfort 1972
- Kriegsspielzeug. Tagebuch 1972-1978, Fráncfort t 1978
- Nordkoreanisches Reisetagebuch, Fráncfort 1981
- Den Wolf umarmen (Autobiographie, Teil 1), Fráncfort 1981
- Winterfrühling. Tagebuchaufzeichnungen 1979-1982, Fráncfort 1982
- Im Dunkeln singen. Tagebuchaufzeichnungen 1982-1985, Fráncfort 1985
- Wachsender Mond. Tagebuchaufzeichnungen 1985-1988, Fráncfort 1988
- Ort meiner Kindheit: Wessobrunn, Freiburg 1991
- Wir Heimatlosen. Tagebuchaufzeichnungen 1989-1992, Fráncfort 1992
- Saturn auf der Sonne (Autobiographie, Teil 2), Fráncfort 1994
- Kunst des Schattenspiels. Tagebuchaufzeichnungen 1994-1997, Fráncfort 1997

### Literatura infantil y juvenil
- Das Ohlstadter Kinder-Weihnachtsspiel, Múnich 1946
- Martins Reise, Zürich: Atlantis 1949
- Sie zogen mit dem Stern. Eine Bubenweihnacht, Múnich: Don Bosco 1950
- Jugend unserer Zeit. Fotografien gedeutet von Luise Rinser, Würzburg: Echter-Verlag 1967
- Bruder Feuer, Stuttgart: Thienemann 1975
- Das Geheimnis des Brunnens, Stuttgart 1979
- Kursbuch für Mädchen, Frauenfeld 1979
- Mit wem reden, Stuttgart 1980
- Drei Kinder und ein Stern (ill. v. Hella Seith), (Neuausgabe) Stuttgart: Gabriel 1994
- Das Squirrel. Eine Geschichte von sichtbaren und unsichtbaren Wesen (mit Blumenbildern von Sulamith Wülfing), (Neuausgabe) Grafing: Aquamarin 2004

### Escritos especiales
- Pestalozzi und wir. Der Mensch und das Werk, Stuttgart: Günther 1947
- Die Wahrheit über Konnersreuth. Ein Bericht, Einsiedeln: Benziger 1954
- Fülle der Zeit. Carl Zuckmayer und sein Werk, Fráncfort 1956
- Der Schwerpunkt (ensayos de Annette Kolb, Franz Werfel, Carl Zuckmayer, Elisabeth Langgässer y Bert Brecht), Frankfurt 1960
- Vom Sinn der Traurigkeit (Felix Tristitia), Zúrich: Arche 1962
- Ich weiß deinen Namen. 73 Fotographien gedeutet von Luise Rinser, Würzburg: Echter 1962
- Über die Hoffnung, Zürich 1964
- Gespräche über Lebensfragen, Würzburg 1966
- Hat Beten einen Sinn?, Zürich 1966
- Jugend unserer Zeit. Fotografien gedeutet von Luise Rinser, Würzburg 1967
- Gespräch von Mensch zu Mensch, Würzburg 1967
- Zölibat und Frau, Würzburg 1967
- Laie, nicht ferngesteuert, Zürich 1967
- Fragen, Antworten, Würzburg 1968
- Von der Unmöglichkeit und der Möglichkeit heute Priester zu sein, Zúrich: NZN 1968
- Unterentwickeltes Land Frau. Untersuchungen, Kritik, Arbeitshypothesen, Würzburg 1970
- Hochzeit der Widersprüche, Percha: Schulz 1973
- Dem Tode geweiht? Lepra ist heilbar! (Mit 24 Bildtafeln; Fotos von Christoph Rinser), Percha 1974
- Wie wenn wir ärmer würden oder Die Heimkehr des verlorenen Sohnes, Percha 1974
- Hallo, Partner. Zeige mir, wie du dein Auto lenkst, und ich sage dir, wie (wer) du bist!, HUK-Verband 1974
- Leiden, Sterben, Auferstehen, Würzburg 1975
- Wenn die Wale kämpfen. Porträt eines Landes: Süd-Korea, Percha 1976
- Der verwundete Drache. Dialog über Leben und Werk des Komponisten Isang Yun, Frankfurt 1977
- Terroristen-Sympathisanten? Im Welt-Bild der Rechten. Eine Dokumentation, 1977
- Khomeini und der Islamische Gottesstaat. Eine große Idee. Ein großer Irrtum?, Percha 1979
- Kinder unseres Volkes (Buch zum Film). Deutschland, 1983. Regie: Stefan Rinser
- Wer wirft den Stein? Zigeuner sein in Deutschland. Eine Anklage, Stuttgart 1985
- Die Aufgabe der Musik in der Gesellschaft von heute, Frankfurt 1986
- In atomarer Bedrohung. Mit Grafiken von Frans Masereel, Karlsruhe: Loeper 1987
- Gratwanderung. Briefe der Freundschaft an Karl Rahner, München: Kösel 1994
- Mitgefühl als Weg zum Frieden. Meine Gespräche mit dem Dalai Lama, Múnich 1995
- Leben im Augenblick. Kurze Texte zur Sinnfrage, hrsg. von Ute Zydek, Múnich 1996
- Reinheit und Ekstase. Auf der Suche nach der vollkommenen Liebe (con H. C. Meiser), Múnich: List 1998
- Bruder Hund. Eine Legende, München: Kösel 19